# Läffa
Läffa (Lulesamiska: Leaffá) är en sjö i Gällivare kommun i Lappland och ingår i Kalixälvens huvudavrinningsområde. Sjön har en area på 3,87 kvadratkilometer och ligger 600 meter över havet. Läffa ligger i Sjaunja Natura 2000-område. Sjön avvattnas av vattendraget Läffajåkka.

## Delavrinningsområde
Läffa ingår i det delavrinningsområde (750310-163287) som SMHI kallar för Utloppet av Läffa. Medelhöjden är 638 meter över havet och ytan är 16,17 kvadratkilometer. Räknas de 2 avrinningsområdena uppströms in blir den ackumulerade arean 26,99 kvadratkilometer. Läffajåkka som avvattnar avrinningsområdet har biflödesordning 2, vilket innebär att vattnet flödar genom totalt 2 vattendrag innan det når havet efter 395 kilometer. Avrinningsområdet består mestadels av skog (51 procent) och kalfjäll (18 procent). Avrinningsområdet har 3,98 kvadratkilometer vattenytor vilket ger det en sjöprocent på 24,6 procent.